# マルカワ (町田市の企業)
- 旧町田本店ビル
- 各地のマルカワ店舗

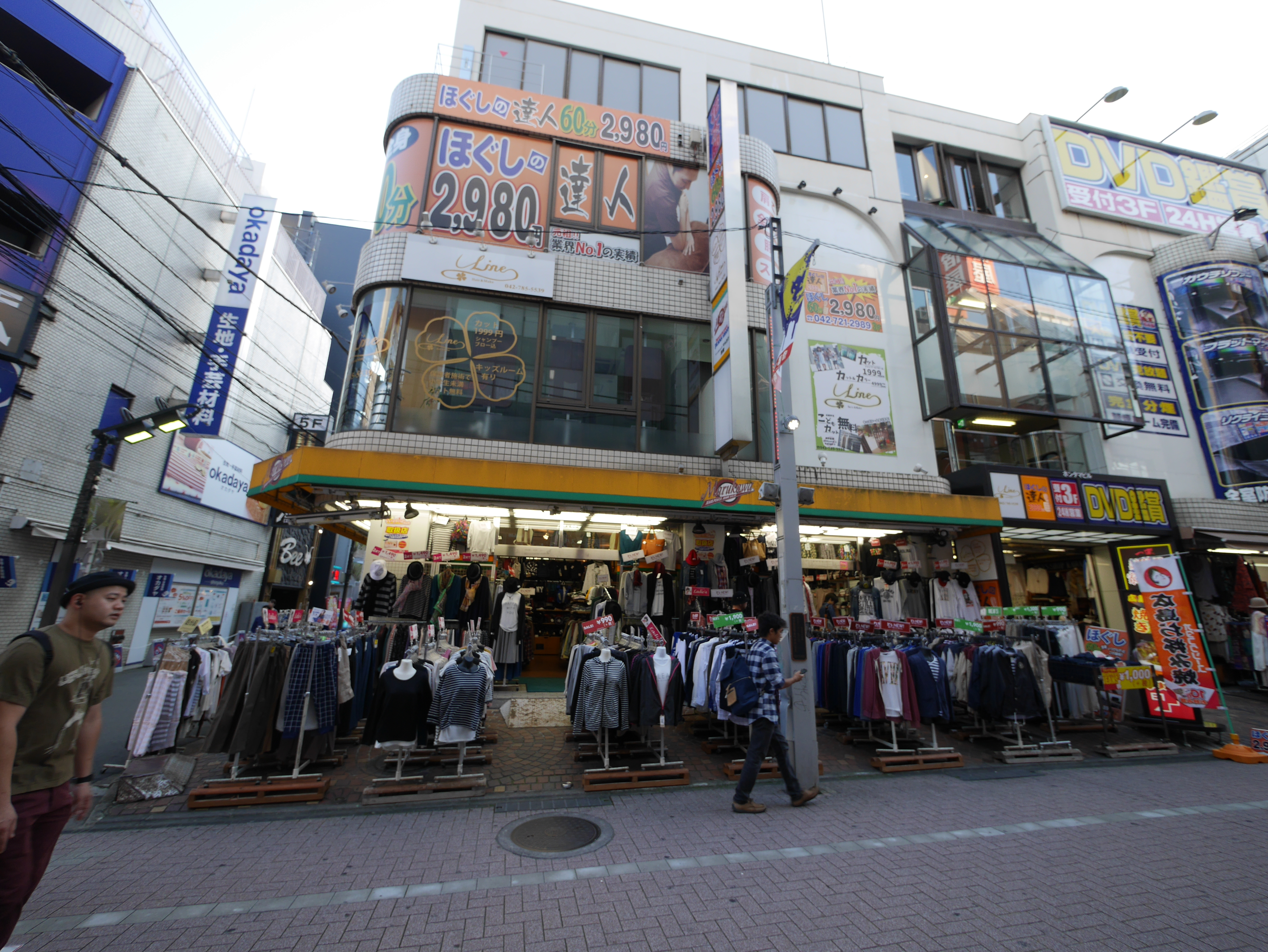
マルカワ本店別館
町田駅前（東京都町田市原町田）、2017年閉店

株式会社マルカワ（英文社名：MARUKAWA Co.,Ltd. ）は、東京都町田市に本社を置き、ジーンズ専門店「ジーンズショップ マルカワ (JEANS SHOP MARUKAWA) 」を運営する日本の企業である。

## 歴史
1948年（昭和23年）3月、東京都町田市で創業者の姓を屋号とした書店「小川書店」として創業。1961年（昭和36年）から中古ジーンズ販売を開始し、1966年（昭和41年）にジーンズ専門店へ転換した。日本におけるジーンズショップの草分け的な存在であり、老舗ジーンズショップとして町田市周辺で長く親しまれてきた。
1975年（昭和50年）8月1日に会社設立。同年に町田駅前に「町田本店」を開店した。1980年（昭和55年）には木造建築だった町田本店を地上5階・地下1階建てのビルへ改築。町田本店（町田市原町田6丁目10-1）は町田駅前の象徴的な存在となった。
全盛期には町田駅周辺で10店舗を展開。JR町田駅前の町田駅前通り沿いの画材店「世界堂」町田店（ドン・キホーテ町田店向かい、2021年2月21日閉店）が入居していたビルも、かつては「ジーンズショップ マルカワ」が入居していた自社ビルで、1983年に竣工した建物であった。
また町田市外への出店も進め、市内外にロードサイド店舗やショッピングモールへのテナント出店を展開して店舗網を拡大。全盛期には関東地方を中心に54店を展開した。
1994年には、JR町田駅ターミナル口の南北自由通路に直結する「マルカワ本社ビル店」が開業したが、2005年頃に閉店し「ガレリア町田ビル」となった。2017年には町田駅前の町田壱番街商店街にあった「マルカワ本店別館」が閉店、2018年には町田市内唯一の郊外型店舗であった「マルカワMrMax多摩境店」も閉店。町田市内の店舗は町田本店のみが残存していた。
新型コロナウイルス感染症の影響により、2021年（令和3年）2月に町田本店の閉店が急遽決定、同年3月21日をもって閉店、46年の歴史に幕を下ろした。閉店後の本店ビルは売却せず賃貸ビルへ転換し、跡地にはパソコンショップ「パソコン工房」町田店がテナント出店した。
町田本店の閉店後も事業は継続し、東京都と神奈川県内の店舗は営業継続、同社最大規模となるロードサイド店舗の湘南店（神奈川県厚木市）や、オンラインショップでの通信販売に注力する方針とした。2023年時点では売上の9割をネット通販が占める。
2023年10月1日、キテラタウン調布2階にテナント出店していたキテラタウン調布店を、同年末をもって閉店すること、同時に10月1日より閉店日まで、同店にて閉店セールを開催することを併せて発表。同店は予定どおり同年12月31日を持って閉店した。
2024年にも開店と閉店の動きがあり、4月26日にはマルカワの歴史上でも珍しい都心ターミナル駅付近の小型店舗として、池袋サンシャイン通り店を開店し、同年5月6日まで「OPEN記念キャンペーン」を開催した。一方で、同年5月31日をもって座間店を閉店、座間店はイオンモール座間から徒歩4分と近いことから、同年2月から周辺を走る神奈川中央交通の路線バスに車内広告を掲載して集客を図っており、突然の閉店となった。

## 沿革
- 1948年（昭和23年）3月 - 東京都町田市で書店「小川書店」として創業[3][5]。
- 1961年（昭和36年） - 中古ジーンズ販売を開始[5]。
- 1966年（昭和41年）- ジーンズ専門店へ転換[3][5]。
- 1975年（昭和50年）8月1日 - 会社設立[1]。
- 1975年（昭和50年）- 町田駅前に木造建築の「町田本店」を開店[3][4][5]。
- 1975年（昭和50年）- 湘南店を開店[16]。
- 1980年（昭和55年）- 町田本店を地上5階・地下1階建てのビルへ改築[3][5]。
- 1998年（平成10年）- 中野店を開店[17]。
- 2017年（平成29年）- 本店別館を閉店[5][7]
- 2018年（平成30年）- MrMax多摩境店を閉店[5]。
- 2021年（令和3年）3月21日 - 町田本店を閉店[3][4][8]。
- 2023年（令和5年）
  - 10月1日 - キテラタウン調布店を同年末をもって閉店することを発表、同日より閉店セールを開始[10]。
  - 12月31日 - キテラタウン調布店を閉店[10]。
- 2024年（令和6年）
  - 4月26日 - 池袋サンシャイン通り店を開店[12]。
  - 5月31日 - 座間店を閉店[14]。
  - 10月26日 - 中野店で開店26周年記念セールを開催[17]。
  - 12月14日 - 湘南店で翌年の開店50周年を前に、開店49周年記念リーバイス特別セールを開催[16]。

## 店舗

### 現存する店舗
2024年12月現在。
1. 湘南店：神奈川県厚木市、国道129号沿い、本厚木駅南口よりバス「相川中学校前」下車徒歩10分
  - 1975年開店[16]（町田本店開店と同年[3][4][5]）。現行店舗では最大規模のロードサイド店で、町田本店の閉店後は旗艦店として位置づけられている[6]。
2. 藤沢湘南台店：神奈川県藤沢市、国道467号沿い、湘南台駅・六会日大前駅から徒歩15分
3. 中野店：東京都中野区、中野駅北口、中野ブロードウェイ近く
  - 1998年開店[17]。
4. 池袋サンシャイン通り店：東京都豊島区、池袋駅東口徒歩5分、サンシャイン通り沿い
  - 2024年4月26日新規開店[12]。商業ビルの1階に出店する路面店[11]。

### 閉店した店舗

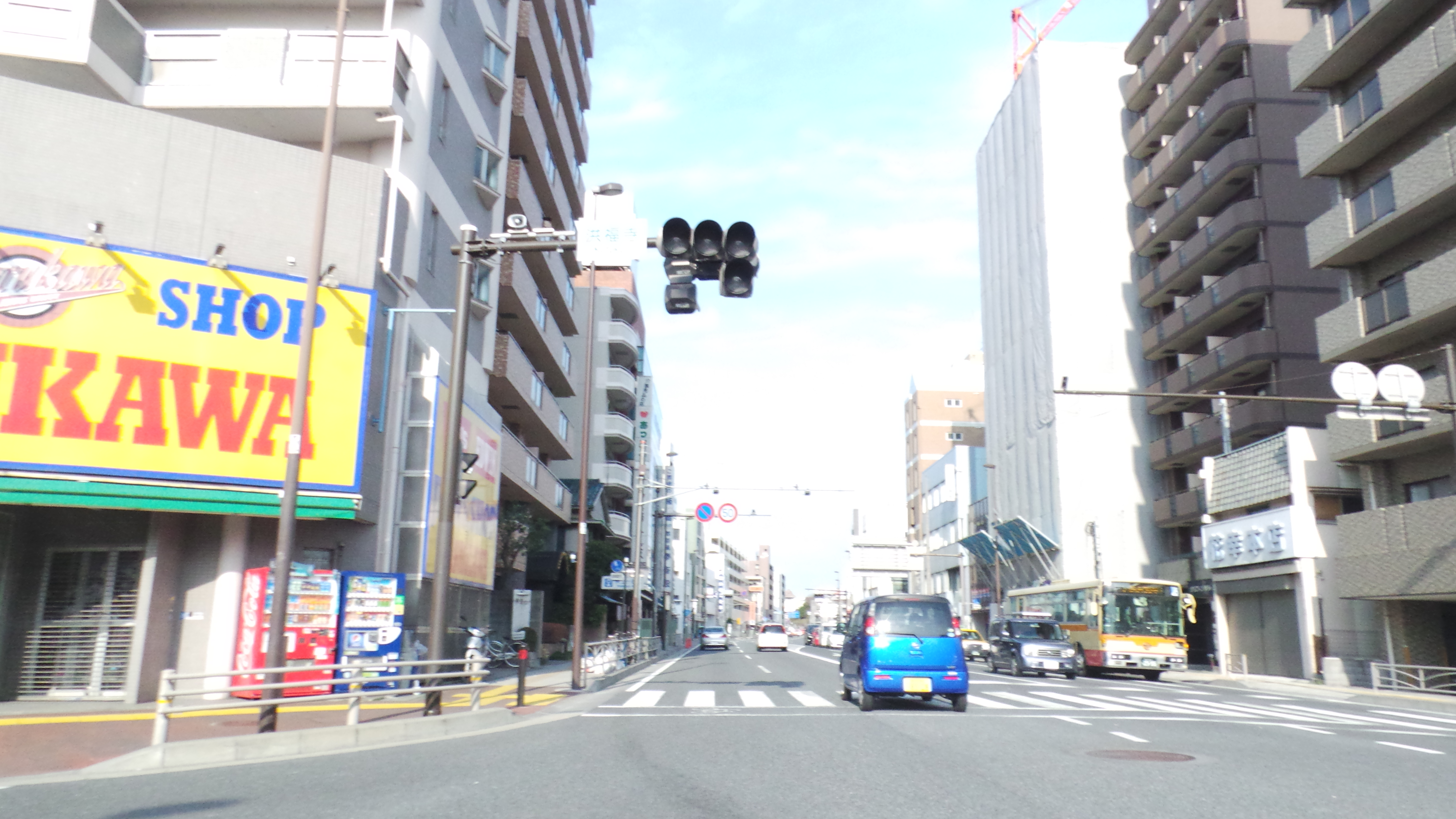
横浜中央店（2014年）

本店
- 町田本店：JR町田駅前、町田モディ向かい
  - 2021年3月21日をもって閉店[3][8]。
- 本社ビル店：JR町田駅ターミナル口、南北自由通路直結
  - 1994年開店、2005年頃に閉店[5]。
- 本店別館：JR町田駅前、町田壱番街商店街
  - 2017年閉店[5][7]。

その他の店舗
- MrMax多摩境店：町田市小山ヶ丘、MrMax町田多摩境店内
  - 町田市内唯一の郊外型店舗、2018年閉店[5]。
- 星が丘店：神奈川県相模原市中央区
  - 2020年6月閉店[5]。
- 中目黒店：東京都目黒区、山手通り沿い
  - 2020年6月閉店。
- 横浜中央店：神奈川県横浜市西区浅間町、相鉄本線・天王町駅徒歩5分
  - 2020年11月6日閉店[18][19]。
- 君津店：千葉県君津市外箕輪、国道127号沿い
  - 2021年7月24日閉店[20][21]。
- 新小岩店：東京都葛飾区、新小岩駅前「新小岩ルミエール商店街」内
  - 2021年9月19日閉店[22]。
- コピオ相模原インター店：神奈川県相模原市緑区
  - 2015年3月[23]、スーパーアルプスが運営するショッピングセンター「コピオ相模原インター」の開店と同時に出店。2021年11月28日閉店。
- キテラタウン調布店：東京都調布市菊野台、柴崎駅北口、キテラタウン調布2階
  - 2017年4月28日[24]、クロスガーデン調布（現：キテラタウン調布）開業時に出店[25]。2023年12月31日閉店[10]。
- 座間店：神奈川県座間市相模が丘、県道50号沿い、イオンモール座間徒歩4分
  - 2024年5月31日閉店[14]。

閉店日不明
- 川越クレアモール店：埼玉県川越市、本川越駅前「クレアモール」商店街
- 阿佐谷パールセンター店：東京都杉並区、阿佐ケ谷駅前
- サンスクエア店：東京都北区、王子駅前
- 横須賀中央店：神奈川県横須賀市若松町、横須賀中央駅前「WALK横須賀」内[注釈 1]

## 同名企業
町田市の隣の東京都八王子市にも、かつて同名の企業「株式会社マルカワ」があり、カジュアル衣料や作業着などの販売店をチェーン展開していたが、別の会社である。

その他にも「マルカワ」を商号や屋号に用いる企業や店舗は多数存在する。